# .gp

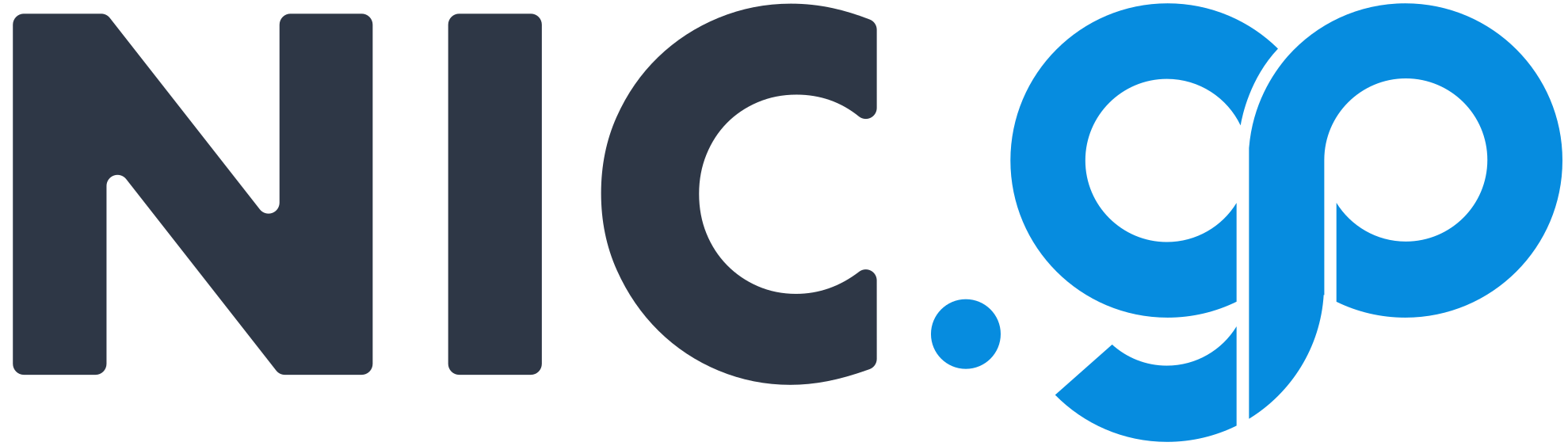

.gp는 과들루프섬의 인터넷 국가 코드 최상위 도메인이다. 생바르텔레미와 생마르탱에서도 쓰이고 있다. 네트워크 테크놀로지 그룹에서 관리한다.
등록은 2차 도메인 수준에서 직접 수행하거나 .com.gp, .net.gp, .edu.gp, .asso.gp 또는 .org.gp 아래의 3차 도메인 수준에서 수행할 수 있다. 등록에는 두 자리 숫자가 허용된다.
NIC.GP는 2019년 8월부터 LACTLD의 회원이 되었다.

## 같이 보기
- ISO 3166-2:GP
- .fr
- .eu